# آرش آقایی
آرش آقایی (۵ بهمن ۱۳۷۱ – ۱۴ فروردین ۱۴۰۱) جودوکار ایرانی بود.

## زندگی
آقایی متولد ۱۳۷۱ در تبریز بود. او دارندهٔ چندین مدال رنگارنگ در مسابقات جودو قهرمانی کشور و مدال برنز مسابقات جوانان جودو قهرمانی آسیا بود. او بنا به دلایلی نزدیک به دو سال برای تیم ملی جودو کشور آذربایجان مسابقه داد، اما سرانجام صبح چهارشنبه ۱۰ آذرماه ۱۴۰۰ با حضور در فدراسیون جودو و دیداری که با آرش میراسماعیلی رئیس فدراسیون جودو داشت، تصمیم گرفت تا پس از آن، زیر پرچم ایران و برای تیم ملی جودو مسابقه دهد. او در فروردین ۱۴۰۱ به دلیل برق‌گرفتگی در باشگاه بدنسازی در شهر تبریز درگذشت.